# Przednia Kopa
Die Przednia Kopa (deutsch: Cornelsberg) ist ein 1114 m hoher Berg im schlesischen Teil des Isergebirges in Polen. Die Przednia Kopa ist der dritthöchste Berg des Isergebirges im Massiv Zielona Kopa des Hohen Iserkamms in der Gemeinde Mirsk. Der Gipfel liegt ca. zwei km südöstlich des Passes Rozdroże Izerskie. 

## Beschreibung
Der Gipfel ist fast vollständig mit Nadelwald bewachsen. Der Gipfel liegt unweit des höchsten Bergs des Isergebirges, der Wysoka Kopa. Seine Hänge fallen relativ steil herab und speisen mit seinen Nebenbächen die Iser und der Queis, die hier ihre Quelle hat. Über den Gipfel führen der Sudeten-Hauptwanderweg.